# المشتغل الآلي الشبكي
إن المشتغل الآلي الشبكي (network automaton) عبارة عن نظام رياضي يتكون من شبكة من العقد تتطور على مدار الوقت وفقًا لقواعد محددة مسبقًا. وهو يشبه في مفهومه المشتغل الآلي الخلوي ولكن الدراسة التي أجريت عليه أقل بكثير.
ولكن كتاب ستيفن ولفرام (Stephen Wolfram) نوع جديد من العلوم (A New Kind of Science) الذي ركز في المقام الأول على المشتغلات الآلية الخلوية، يناقش بإيجاز المشتغلات الآلية الشبكية ويفترض (دون تقديم الدليل الواضح) أن الكون قد يمثل أدنى مستوى من المشتغلات الآلية الشبكية.